# Martin Corry (Rugbyspieler)
Martin Edward Corry MBE (* 12. Oktober 1973 in Birmingham) ist ein ehemaliger englischer Rugby-Union-Spieler. Er spielte als Zweite-Reihe-Stürmer, Flügelstürmer und Nummer Acht für die Leicester Tigers und war 10 Jahre lang für die englische Nationalmannschaft aktiv.

## Karriere
Corry ging in Tunbridge Wells zur Schule, war Kapitän der Northumbria University und spielte für die U18- und U21-Nationalmannschaft Englands. Er kam zudem in der Reservenationalmannschaft England A zum Einsatz. 1997 lief er erstmals für die Herrennationalmannschaft gegen Argentinien auf. Im selben Jahr wechselte er von Bristol Rugby zu den Leicester Tigers, bei denen er zwölf Jahre lang spielte.
Im Jahr 2001 wurde Corry für die Australien-Tour der British and Irish Lions nominiert, die die Auswahl nach Australien führte. Er wurde dabei in allen Spielen eingesetzt. Clive Woodward nahm ihn zur Weltmeisterschaft 2003 erneut in den Kader auf. Aufgrund der Geburt seiner ersten Tochter Eve flog Corry zurück in die Heimat, kehrte aber im Verlauf des Turniers zurück und konnte am Ende den Weltmeistertitel feiern.
Englands Nationaltrainer Woodward wurde im Jahr 2005 auch zum Auswahltrainer der Lions und Corry war erneut Teil des Kaders. Die Tour nach Neuseeland endete mit drei Niederlagen. Im selben Jahr wurde er Kapitän der englischen Nationalmannschaft und behielt dieses Amt bis zu den Six Nations 2007, als ihn Phil Vickery beerbte, bei. Unter dem neuen Nationaltrainer Brian Ashton war er weiterhin ein Teil der englischen Auswahl und nahm auch an der Weltmeisterschaft 2007 teil, bei der England wieder das Finale erreichte, dort jedoch Südafrika unterlegen war. Das Finale war das letzte Länderspiel Corrys, der seine Vereinskarriere jedoch fortsetzte.
Zum Ende der Saison 2008/09 hörte er auch mit dem Clubrugby auf.

### Erfolge
England
- Weltmeister: 2003
- Six Nations: Sieger 2000, 2001, 2003

Leicester Tigers
- Heineken Cup: Sieger 2001, 2002
- Englischer Meister: 1999, 2000, 2001, 2002, 2007, 2009
- EDF Energy Cup: Sieger 2007

British and Irish Lions
- 2001, 2005